# Atomosia pubescens
Atomosia pubescens är en tvåvingeart som beskrevs av Stanley Willard Bromley 1929. Atomosia pubescens ingår i släktet Atomosia och familjen rovflugor.
Artens utbredningsområde är Kuba. Inga underarter finns listade i Catalogue of Life.